# Saint-Porquier
Saint-Porquier is een gemeente in het Franse departement Tarn-et-Garonne (regio Occitanie) en telt 1023 inwoners (1999). De plaats maakt deel uit van het arrondissement Montauban.

## Geografie
De oppervlakte van Saint-Porquier bedraagt 15,7 km², de bevolkingsdichtheid is 65,2 inwoners per km².
De onderstaande kaart toont de ligging van Saint-Porquier met de belangrijkste infrastructuur en aangrenzende gemeenten.

## Demografie
Onderstaande figuur toont het verloop van het inwonertal (bron: INSEE-tellingen).